# Машково (Жуковский район)
Машково — деревня в Жуковском районе Калужской области, в составе сельского поселения «Совхоз Победа».
От городища Мужсков, Мушков. 

## География
Расположена на севере Калужской области на административной границе Жуковского и Боровского районов, на реке Прогнанка. Рядом населённые пункты: Софьинка, Спас-Прогнанье, Совхоз «Победа». 

## Климат
Умеренно-континентальный с выраженными сезонами года: умеренно жаркое и влажное лето, умеренно холодная зима с устойчивым снежным покровом. Средняя температура июля +18 °C, января −9 °C. Теплый период длится в среднем около 220 дней.

## Население
| 2002 | 2010 |
| ---- | ---- |
| 29   | ↗42  |

## История
В 1782 году —сельцо Машково Боровского уезда, Михаила Ивановича Сафонова.

### Публицистика
- Романова Т. В. Так освобождалась Калужская земля: «Первыми ласточками» стали Тарусский и Жуковский районы. // Весть : газета. — 2012. — 18 января.